# Polymorphidae
Los polimórfidos (Polymorphidae) son una familia de paleacantocéfalos endoparásitos en su fase adulta de peces y aves acuáticas. 
Polymorphus minutus es un polimórfido muy importante a nivel económico ya que parasita con mucha frecuencia a patos y ocas.

## Géneros

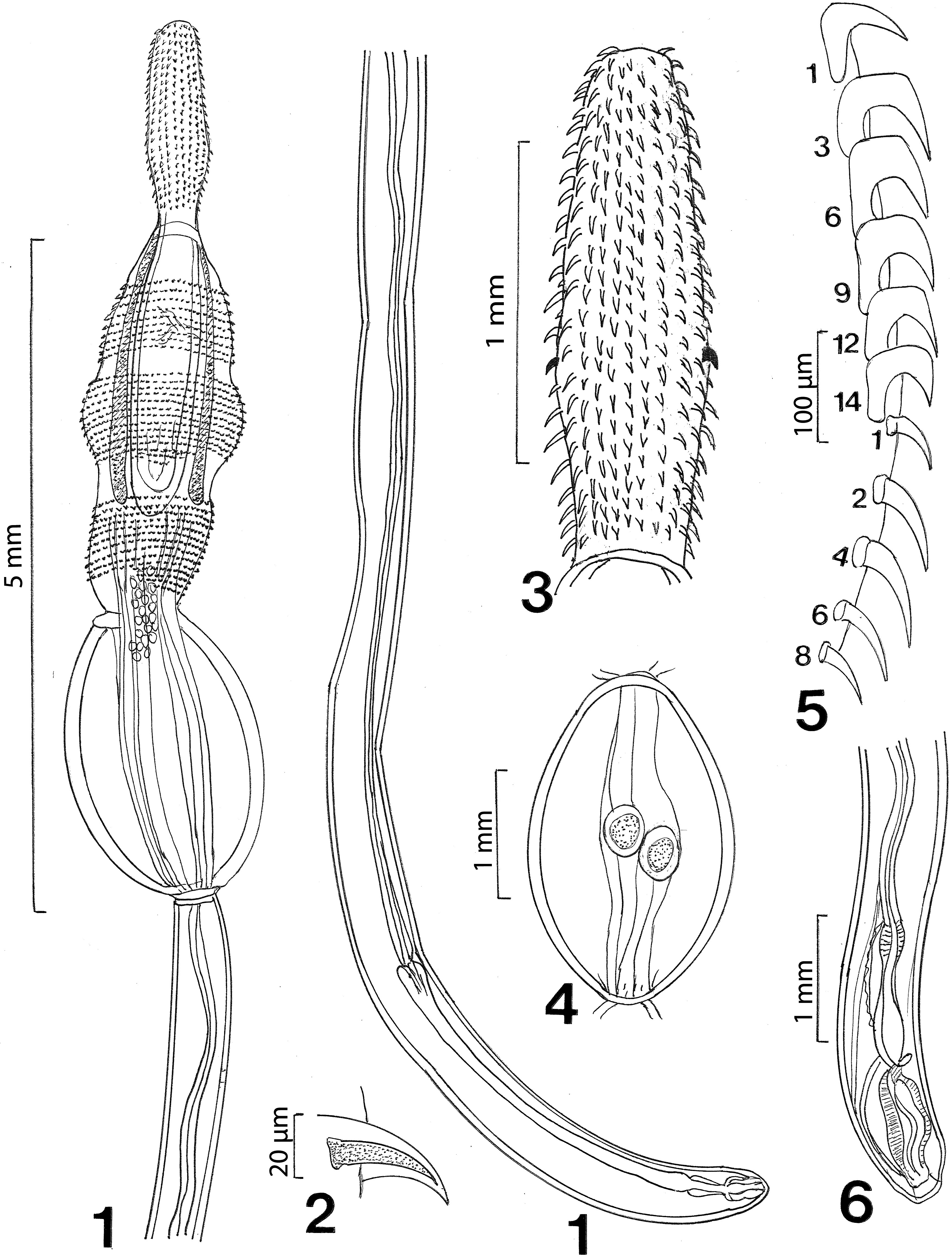
Neoandracantha peruensis

Se reconocen los siguientes:
- Andracantha Schmidt, 1975
- Arhythmorhynchus
- Bolbosoma Porta, 1908
- Corynosoma Luehe, 1904
- Diplospinifer Fukui, 1929
- Filicollis Luehe, 1911
- Hexaglandula Petrochenko, 1950
- Neoandracantha Amin & Heckmann, 2017[1]
- Polymorphus Lühe, 1911
- Profilicollis Meyer, 1931
- Southwellina Witenberg, 1932